# Blepharita islandiae
Blepharita islandiae är en fjärilsart som beskrevs av Pierre Millière 1877. Blepharita islandiae ingår i släktet Blepharita och familjen nattflyn. Inga underarter finns listade i Catalogue of Life.